# Gryon eremiogryon
Gryon eremiogryon är en stekelart som beskrevs av G. Mineo 1979. Gryon eremiogryon ingår i släktet Gryon och familjen Scelionidae. Inga underarter finns listade i Catalogue of Life.